# Noukailawa
Naukailawa (en népalais : नौकैलवा) est un comité de développement villageois du Népal situé dans le district de Sarlahi. Au recensement de 2011, il comptait 13 087 habitants.